# Мосс (футбольний клуб)
«Мосс» (норв. Moss Fotballklubb) — норвезький футбольний клуб із Мосса, що виступає в другому за силою дивізіоні Норвегії. Заснований 28 серпня 1906 року. Домашні матчі проводить на стадіоні «Меллос», що вміщує 10 000 глядачів. Востаннє у вищому дивізіоні чемпіонату Норвегії «Мосс» виступав 2002 року.

## Досягнення
- Чемпіон Норвегії: 1987
- Володар кубка Норвегії: 1983